# Włochy na Letnich Igrzyskach Olimpijskich 1900
Włochy na Letnich Igrzyskach Olimpijskich 1900 w Paryżu reprezentowało 24 zawodników, 23 mężczyzn i 1 kobieta. Reprezentacja wywalczyła pięć medali.

## Zdobyte medale
| Medal  | Zawodnik                  | Dyscyplina  | Konkurencja                      | Rezultat    |
| ------ | ------------------------- | ----------- | -------------------------------- | ----------- |
| Złoto  | Giovanni Giorgio Trissino | Jeździectwo | Skok wzwyż                       | 1,85 m      |
| Złoto  | Enrico Brusoni            | Kolarstwo   | Wyścig punktowy                  |             |
| Złoto  | Antonio Conte             | Szermierka  | Szabla indywidualnie – zawodowcy | [ a ] [ 2 ] |
| Srebro | Giovanni Giorgio Trissino | Jeździectwo | Skok w dal                       | 5,70 m      |
| Srebro | Italo Santelli            | Szermierka  | Szabla indywidualnie – zawodowcy | [ a ] [ 3 ] |

## Skład kadry

### Gimnastyka
| Zawodnik          | Konkurencja                           | Finał | Finał   |
| Zawodnik          | Konkurencja                           | Wynik | Miejsce |
| ----------------- | ------------------------------------- | ----- | ------- |
| Camillo Pavanello | wielobój gimnastyczno-lekkoatletyczny | 255   | 28.     |

### Jeździectwo
Konkurencje olimpijskie
| Zawodnik                    | Konkurencja | Finał              | Finał              |
| Zawodnik                    | Konkurencja | Wynik              | Miejsce            |
| --------------------------- | ----------- | ------------------ | ------------------ |
| Giovanni Giorgio Trissino   | skok wzwyż  | 1,85               | złoto              |
| Uberto Visconti di Modrone  | skok wzwyż  | Nie sklasyfikowany | Nie sklasyfikowany |
| Giangiorgio, Count Trissino | skok w dal  | 5,70               | srebro             |
| Uberto Visconti di Modrone  | skok w dal  | b.d                | 5.                 |

Konkurencje nieolimpijskie
| Zawodnik      | Konkurencja                  | Finał              | Finał              |
| Zawodnik      | Konkurencja                  | Wynik              | Miejsce            |
| ------------- | ---------------------------- | ------------------ | ------------------ |
| Elvira Guerra | Powożenie zaprzęgami konnymi | Nie sklasyfikowany | Nie sklasyfikowany |

### Kolarstwo
| Zawodnik         | Konkurencja | Eliminacje                                                                                            | Eliminacje | Ćwierćfinały                     | Ćwierćfinały  | Półfinały                    | Półfinały     | Finał         | Finał         | Pozycja       |
| Zawodnik         | Konkurencja | Przeciwnik                                                                                            | Miejsce    | Przeciwnik                       | Miejsce       | Przeciwnik                   | Miejsce       | Przeciwnik    | Miejsce       | Pozycja       |
| ---------------- | ----------- | --- | ---------- | -------------------------------- | ------------- | ---------------------------- | ------------- | ------------- | ------------- | ------------- |
| Giacomo Stratta  | sprint      | Lloyd Hildebrand Ferdinand Vasserot Émile Dubois Dubourdieu L. Dumont František Hirsch Pouget         | 2.         | John Henry Lake Chaput           | 2.            | Nie awansował                | Nie awansował | Nie awansował | Nie awansował | Nie awansował |
| Romolo Buni      | sprint      | Adolphe Cayron Georges Coindre Auguste Daumain Alfred Bouinois Saignier Émile Vadblad Giulio Vianzino | 4.         | Nie awansował                    | Nie awansował | Nie awansował                | Nie awansował | Nie awansował | Nie awansował | Nie awansował |
| Giulio Vianzino  | sprint      | Adolphe Cayron Georges Coindre Auguste Daumain Alfred Bouinois Romolo Buni Saignier Émile Vadblad     | 4.         | Nie awansował                    | Nie awansował | Nie awansował                | Nie awansował | Nie awansował | Nie awansował | Nie awansował |
| Enrico Brusoni   | sprint      | Paul Legrain Théophile Fras Omer Beaugendre Octave Coisy Franzen Pichard L. Saunière                  | 2.         | Joseph Mallet Théophile Fras     | 2.            | Nie awansował                | Nie awansował | Nie awansował | Nie awansował | Nie awansował |
| Jacques Droëtti  | sprint      | John Henry Lake Paul Espeit Gaston Bullier J. Bérard Maxime Bertrand Vladislav Chalupa M. Steitz      | 4.         | Nie awansował                    | Nie awansował | Nie awansował                | Nie awansował | Nie awansował | Nie awansował | Nie awansował |
| Luigi Colombo    | sprint      | Albert Taillandier Marcel Dohis Germain Georges Augoyat G. Bessing Maurice Monniot                    | 4.         | Nie awansował                    | Nie awansował | Nie awansował                | Nie awansował | Nie awansował | Nie awansował | Nie awansował |
| Antonio Restelli | sprint      | Vincent Joseph Mallet Caillet Mossmann P. Hubault Edouard Wick                                        | 1.         | Lloyd Hildebrand Auguste Daumain | 1.            | Fernand Sanz Georges Coindre | 2.            | Nie awansował | Nie awansował | Nie awansował |

| Zawodnik        | Konkurencja     | Wynik | Pozycja |
| --------------- | --------------- | ----- | ------- |
| Enrico Brusoni  | Wyścig punktowy | 21    | złoto   |
| Giacomo Stratta | Wyścig punktowy | 2     | 9.      |
| Luigi Colombo   | Wyścig punktowy | 1.    | 12.     |

### Lekkoatletyka
Konkurencje biegowe
| Zawodnik        | Konkurencja | Eliminacje | Eliminacje | Półfinał      | Półfinał      | Repasaż       | Repasaż       | Finał         | Finał         |
| Zawodnik        | Konkurencja | Wynik      | Miejsce    | Wynik         | Miejsce       | Wynik         | Miejsce       | Wynik         | Miejsce       |
| --------------- | ----------- | ---------- | ---------- | ------------- | ------------- | ------------- | ------------- | ------------- | ------------- |
| Umberto Colombo | 100 m       | b.d        | 3.         | Nie awansował | Nie awansował | Nie awansował | Nie awansował | Nie awansował | Nie awansował |
| Umberto Colombo | 400 m       | b.d        | 6.         |               |               |               |               | Nie awansował | Nie awansował |
| Emilio Banfi    | 800 m       | b.d        | 4.         |               |               |               |               | Nie awansował | Nie awansował |

### Pływanie
| Zawodnik       | Konkurencja       | Półfinał  | Półfinał | Finał         | Finał         |
| Zawodnik       | Konkurencja       | Czas      | Miejsce  | Czas          | Miejsce       |
| -------------- | ----------------- | --------- | -------- | ------------- | ------------- |
| Paolo Bussetti | 200 m dowolnym    | 3:35,0    | 5.       | Nie awansował | Nie awansował |
| Paolo Bussetti | 200 m grzbietowym | 4:09,2    | 4.       | 3:45,0        | 7.            |
| Fabio Mainoni  | 4000 m dowolnym   | 1:25:16,6 | 1.       | 1:18:25,4     | 6.            |

### Szermierka
| Zawodnik          | Konkurencja      | Runda 1                                                           | Runda 1 | Ćwierćfinały                                                              | Ćwierćfinały  | Półfinały | Półfinały     | Finał | Finał         | Pozycja       |
| Zawodnik          | Konkurencja      | Przeciwnik                                                        | Wynik   | Przeciwnik                                                                | Wynik         | Przeciwnik | Wynik         | Przeciwnik | Wynik         | Pozycja       |
| ----------------- | ---------------- | ----------------------------------------------------------------- | ------- | ------------------------------------------------------------------------- | ------------- | --- | ------------- | --- | ------------- | ------------- |
| Olivier Collarini | floret amatorzy  | Henri Masson                                                      | W       | Henri Jobier                                                              | P             | Nie awansował | Nie awansował | Nie awansował | Nie awansował | Nie awansował |
| Giunio Fedreghini | floret amatorzy  | Piot                                                              | P       | Nie awansował                                                             | Nie awansował | Nie awansował | Nie awansował | Nie awansował | Nie awansował | Nie awansował |
| Palardi           | floret amatorzy  | Adrien Guyon                                                      | P       | Nie awansował                                                             | Nie awansował | Nie awansował | Nie awansował | Nie awansował | Nie awansował | Nie awansował |
| Giuseppe Giurato  | floret amatorzy  | Jactel                                                            | P       | Nie awansował                                                             | Nie awansował | Nie awansował | Nie awansował | Nie awansował | Nie awansował | Nie awansował |
| Antonio Conte     | floret zawodowcy | b.d                                                               | W       | b.d                                                                       | W             | Lucien Mérignac Alphonse Kirchhoffer Léopold Ramus Georges-Joseph Haller Adjutant Lemoine Lucien Millet Cyrille Verbrugge            | P W           | Lucien Mérignac Alphonse Kirchhoffer Jean-Baptiste Mimiague Jules Rossignol Léopold Ramus Italo Santelli Adolphe Rouleau | P W           | 4.            |
| Italo Santelli    | floret zawodowcy | b.d                                                               | W       | b.d                                                                       | W             | Adolphe Rouleau Jean-Baptiste Mimiague Jules Rossignol Pierre Selderslagh Marcel Boulanger Michel Filippi Georges Lefèvre            | P W           | Lucien Mérignac Alphonse Kirchhoffer Jean-Baptiste Mimiague Antonio Conte Jules Rossignol Léopold Ramus Adolphe Rouleau  | P             | 7.            |
| Olivier Collarini | szpada amatorzy  | Gaston Alibert Georges de la Falaise Grad Massé Morin             |         | Nie awansował                                                             | Nie awansował | Nie awansował | Nie awansował | Nie awansował | Nie awansował | Nie awansował |
| Giuseppe Giurato  | szpada amatorzy  | Bideau Claude de Boissière Albert Cahen Fernandès de la Tournable |         | Gaston Alibert Léon Sée Ramón Fonst Herman Georges Berger Freydoun Malkom |               | Nie awansował | Nie awansował | Nie awansował | Nie awansował | Nie awansował |
| Fedreghini        | szpada amatorzy  | Tony Smet Début Gaston Achille Duclos Fichot Weber                |         | Nie awansował                                                             | Nie awansował | Nie awansował | Nie awansował | Nie awansował | Nie awansował | Nie awansował |
| Fedreghini        | szabla amatorzy  | b.d                                                               |         |                                                                           |               | Gyula von Iványi Camillo Müller Siegfried Flesch Georges de la Falaise Maurice Boisdon Péter Hartstein Pierre Georges Louis d'Hugues |               | Nie awansował | Nie awansował | Nie awansował |
| Stagliano         | szabla amatorzy  | b.d                                                               |         |                                                                           |               | Amon Ritter von Gregurich Heinrich von Tenner Claude de Boissière Léon Thiébaut Hugó Hoch Mauricio Ponce de Léon Miklós Todoresku    |               | Nie awansował | Nie awansował | Nie awansował |
| Antonio Conte     | szabla zawodowcy | b.d                                                               |         |                                                                           |               | Hébrant François Delibes Milan Neralić Lajos Horváth Brun-Buisson Georges Clappier Orazio Santelli                                   |               | Italo Santelli Milan Neralić François Delibes Julian Michaux Xavier Anchetti Piotr Zakoworot Hébrant                     | W             | złoto         |
| Italo Santelli    | szabla zawodowcy | b.d                                                               |         |                                                                           |               | Julian Michaux Piotr Zakoworot Xavier Anchetti Alexandre Chantelat Georges Pinault Camier Louis Midelair                             |               | Antonio Conte Milan Neralić François Delibes Julian Michaux Xavier Anchetti Piotr Zakoworot Hébrant                      | P W           | srebro        |
| Orazio Santelli   | szabla zawodowcy | b.d                                                               |         |                                                                           |               | Antonio Conte François Delibes Milan Neralić Lajos Horváth François Brun-Buisson Georges Clappier                                    |               | Nie awansował | Nie awansował | Nie awansował |
| Alessandri        | szabla zawodowcy | b.d                                                               |         |                                                                           |               | Nie awansował | Nie awansował | Nie awansował | Nie awansował | Nie awansował |
| J. Santelli       | szabla zawodowcy | b.d                                                               |         |                                                                           |               | Nie awansował | Nie awansował | Nie awansował | Nie awansował | Nie awansował |